# Daniel de Alfonso Laso
Daniel de Alfonso Laso (Madrid, 1964) es un juez y director de la Oficina Antifraude de Cataluña (OAC) de 2011 a 2016, cargo del que fue cesado por el Parlament de Catalunya el 29 de junio de 2016.
Licenciado en derecho por la Universidad CEU San Pablo, cuando fue nombrado director de la Oficina Antifraude de Cataluña tenía veintiún años de experiencia como juez, destinado en la sección séptima de la Audiencia de Barcelona en la especialidad de derecho penal. Entró en la OAC el 2011, después de la muerte repentina del fiscal David Martínez Madero. Fue propuesto por el gobierno de Artur Mas con el apoyo del PP, el PSC y CiU. En la votación, ICV y ERC se abstuvieron y Solidaridad por la Independencia y Ciutadans  votaron en contra.
El caso más mediático en qué trabajó fue el juicio de la discoteca del Maremagnum de Barcelona. Presidió el tribunal que condenó a trece años de prisión a los dos porteros de discoteca y a un vigilante de seguridad por la muerte del joven ecuatoriano Wilson Pacheco, en 2002. Ha sido miembro de la Asociación Profesional de la Magistratura, una de las cinco asociaciones profesionales de jueces más importantes del España, de ideología conservadora. No se conoce su filiación política.
Dos meses después de presentar un código de conducta para el liderazgo ético de las instituciones, el 21 de junio de 2016 se filtraron conversaciones privadas entre de Alfonso y Jorge Fernández Díaz, ministro del Interior, donde se les oye conspirar contra diversas personalidades políticas del independentismo catalán, con el objetivo de fabricar escándalos contra sus respectivos partidos y organizaciones.
Después de verse obbligado a dejar el cargo, De Alfonso tenía la opción de reincorporarse a su plaza de magistrado en la Audiencia de Barcelona, artículo 351 de la Ley Orgánica del Poder Judicial de septiembre del 2011, que permitía mantener la plaza tras haber ejercido un cargo de designación política. La Asociación Profesional de la Magistratura (APM) se mostró contraria a una posible reincorporacióm de De Alfonso, que fue su portavoz, ya que podría dañar la imagen de imparcialidad de la magistratura.
Sin embargo, aun con la oposción de la APM, el exdirector de la OAC firmó su reincorporación el 23 de julio de 2016 como magistrado de la Audiencia de Barcelona. De Alfonso firmó el reingreso el día que acababa el plazo disponible, entrando por una puerta lateral, para evitar a la prensa. La intención de De Alfonso era reincorporarse a su plaza como magistrado en la sección séptima de la Audiencia. Sin embargo, al poco tiempo, pidió el traslado a vigilancia penitenciaria de Cantabria.